# Helmond

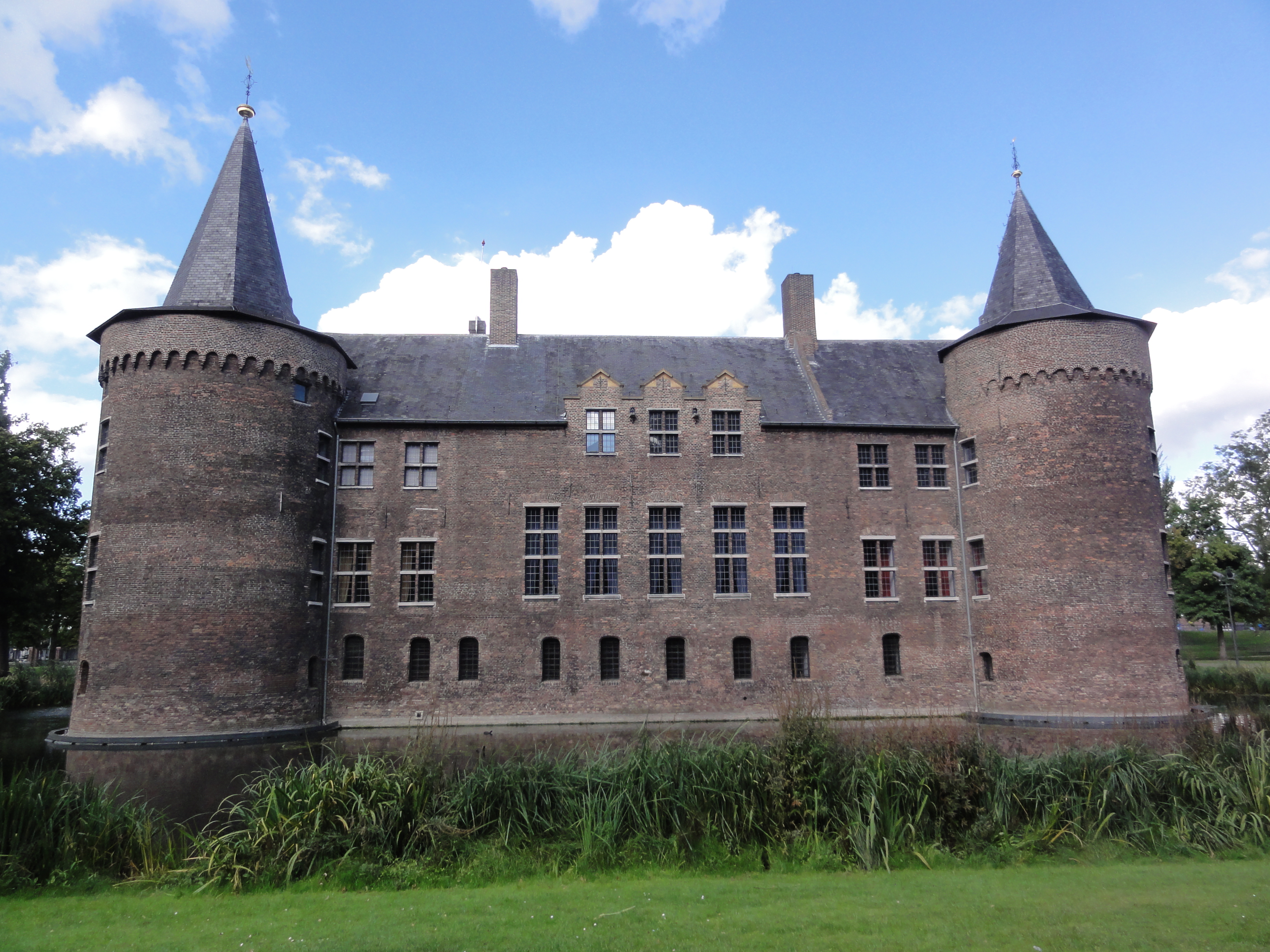
Helmond slott.

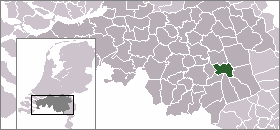
Helmonds läge

Helmond är en kommun i provinsen Noord-Brabant i Nederländerna. Kommunens totala area är 54,56 km² (där 1,36 km² är vatten) och invånarantalet är på 88.825 invånare (1 februari 2012).